# サマルカンド閥
サマルカンド閥（サマルカンドばつ、Samarkand clan）は、ウズベキスタンの支配層を形成する氏族の一つ。タシュケント閥・フェルガナ閥と共に同国の政治・経済を牽引しており、初代大統領イスラム・カリモフの出身氏族でもある。

## 歴史
現在のウズベキスタンでは氏族(clan)は婚姻関係や友人関係などの連帯を指す言葉となっており、彼らの一部は自身を「派閥」と呼称している。三大派閥は「政治のサマルカンド、金融のタシュケント、祈祷のフェルガナ」と呼ばれ、それぞれの分野で勢力を維持している。
ウズベク・ソビエト社会主義共和国時代には氏族の勢力バランスを考慮した政治が行われていたが、1983年以降にフェルガナ閥に代わり勢力を拡大するようになった。当時のサマルカンド閥の実力者だったのはイスモイル・ユラベコフであり、カリモフの権力掌握を支援したことで「灰色の枢機卿」と呼ばれる程の影響力を持っていた。
しかし、ソビエト連邦の崩壊後のウズベキスタン政府は、これらの派閥の政治介入を阻もうと試みている。カリモフは1993年にサマルカンド閥の権力を制限し始めた。これは、カリモフが出身派閥であるサマルカンド閥を優遇することでタシュケント閥・フェルガナ閥の反発を引き起こすことを避ける意図があった。ユラベコフはカリモフの政治顧問として権勢を振るっていたが、2004年に犯罪の嫌疑がかけられ失脚し、2005年にはサマルカンド閥のザキルジョン・アルマトフが健康不安を理由に内務大臣を辞任したため、相対的にタシュケント閥の勢力が拡大した。